# Prstaničar
Prstaničar (znanstveno ime Malacosoma neustria) je vrsta metulja, ki je razširjena po Evropi, Aziji in severni Afriki.

## Opis in biologija
Samci imajo razpon kril med 25 in 32 mm, samice pa so nekoliko večje in imajo premer kril med 38 in 42 mm. Barva kril samcev je okrasto rumena do rjava, samice pa so običajno rdečkasto rjave. Oba spola imata na sprednjih krilih po dve vzporedni temnejši črti. Ličinke so gosenice, ki dosežejo v dolžino do 50 mm in so poraščene z dlačicami živih barv, s katerimi odvračajo sovražnike.
V Sloveniji prstaničar leta od junija do septembra, v krajih z bolj hladnim podnebjem pa do avgusta. Samica odloži jajčeca tako, da kot prstani obkrožajo vejice, po čemer je metulj dobil ime. Odloži 200-300 jajčec, ki prezimijo, spomladi pa se iz njih izležejo ličinke. Te takoj spredejo gnezdo, v katerem živijo. Zabubijo se junija v kokonu iz svilnate preje v krošnji med listjem. Običajno napadajo jablane, hruške, slive, vrbe, gabre, lipe in hraste.

## Podvrste
- Malacosoma neustria neustria
- Malacosoma neustria flavescens Grünberg, 1912 (Maroko, Alžirija)
- Malacosoma neustria formosana Matsumura, 1932 (Tajvan)